# Nicotiana clevelandii
Nicotiana clevelandii är en potatisväxtart som beskrevs av Asa Gray. Nicotiana clevelandii ingår i släktet tobak, och familjen potatisväxter. Inga underarter finns listade i Catalogue of Life.